# Спорт в Чаде
Самые распространенные виды спорта в Чаде — футбол, баскетбол, лёгкая атлетика, боевые искусства, бокс и рыбалка (как правило, на озере Чад). Национальный стадион государства расположен в столице страны — Нджамене.

## Футбол
Футбол на сегодняшний день является самым популярным видом спорта в Чаде. Многие из футболистов Чада играют профессионально во Франции. Наматинге Токо играл за известный французский футбольный клуб — Пари Сен-Жермен, в 1970-х и 1980-х годах. Абдулай Каратека тоже играл за Пари Сен-Жермен. Яфет Н'Дорам играл за Нант и Монако в 1990-х годах. Сборная Чада по футболу — одна из самых слабых в мире, ни разу не сумела пройти квалификацию на Чемпионат мира по футболу.

## Олимпийские игры
Чад принимал участие в 10 летних Олимпийских играх. Страна дебютировала на Играх в Токио в 1964 году и с тех пор принимал участие во всех летних Олимпийских играх, кроме Игр в Монреале и в Москве, к бойкоту которых она присоединилась. Всего Чад представляли 21 мужчина и 3 женщины, принимавшие участие в соревнованиях по боксу, дзюдо и лёгкой атлетике. Наиболее крупные делегации (по 6 человек) представляли страну на Играх 1988 и 1992 годов.
В зимних Олимпийских играх спортсмены Чада участия не принимали. Чад никогда не завоёвывал олимпийских медалей.
Национальный и спортивный комитет Чада основан в 1963 году, признан МОК в 1964 году.

## Регби
Регби было введено в Чаде французской колониальной администрацией. Как и у многих малых народов — занятия регби сосредоточены в столице страны. Регби было особенно популярно среди колонистов, но когда Чад получил независимость, то французы стали покидать страну, а среди местных жителей регби не пользовалось особой популярностью. Нынешняя сборная Чада по регби не добивалась каких-либо успехов на международной арене.